# Torna a Surriento

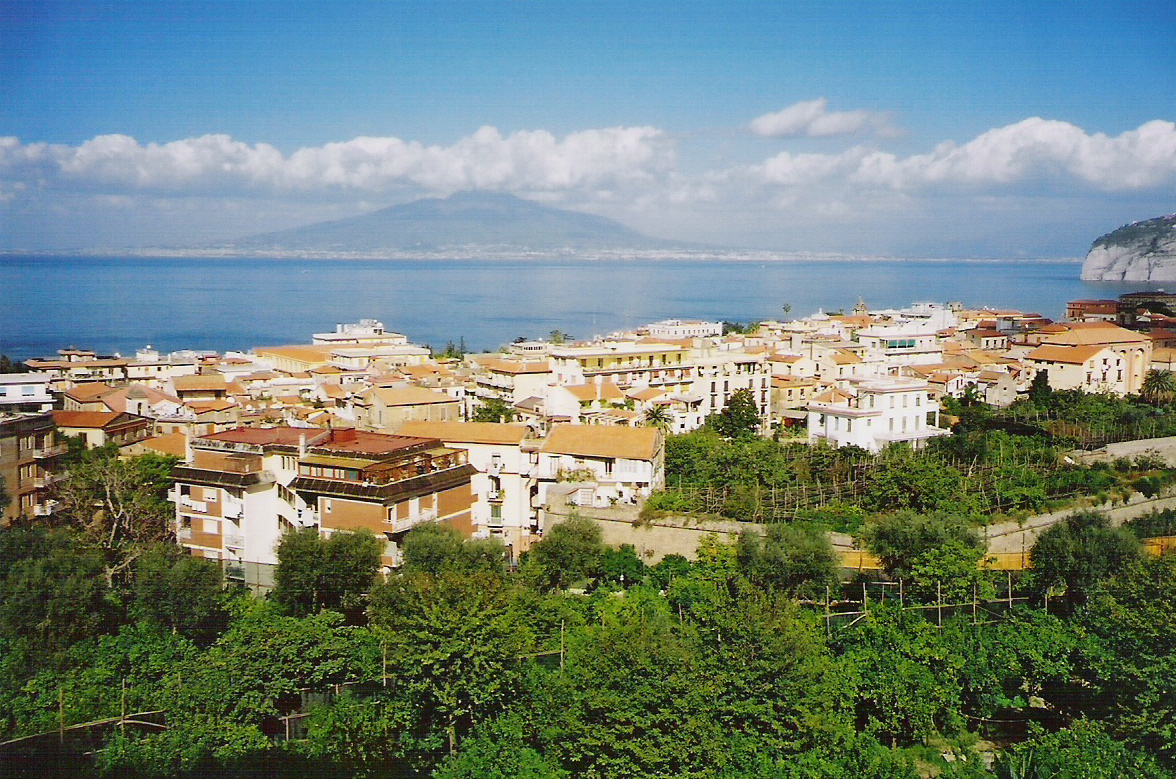
Widok na Sorrento

Torna a Surriento (tytuł w języku neapolitańskim; wł. Torna a Sorrento, pol. Wróć do Sorrento) – pieśń neapolitańska napisana w 1902 roku przez braci De Curtis: Ernesto (muzyka) i Giambattistę (tekst). Jedna z najbardziej znanych pieśni neapolitańskich. Tematem jej tekstu jest miejscowość Sorrento, położona malowniczo nad Zatoką Neapolitańską. Wykonywana przez wielu włoskich wykonawców, spopularyzowana na świecie w latach 60. przez Elvisa Presleya w rock and rollowej wersji, zatytułowanej „Surrender”.

## Historia
Pieśń powstała z okazji wizyty ówczesnego premiera Włoch Giuseppe Zanardellego w Sorrento. O skomponowanie okolicznościowej pieśni zwrócił się do Giambattisty De Curtisa burmistrz miasta, Guglielmo Tramontano. Giambattista De Curtis porozumiał się z bratem i wspólnie skomponowali okolicznościowy utwór. Zanardelli zatrzymał się w należącym do burmistrza hotelu Imperial Hotel Tramontano 15 września 1902 roku, kiedy odbywał podróż do regionu Basilicata. Wtedy też pieśń ta została wykonana publicznie po raz pierwszy; wykonawczynią była Maria Cappiello. Ostatnie badania wskazują jednak, że pierwotny tekst pieśni powstał już w 1894 roku, a w 1902 roku bracia jedynie wykorzystali jego fragment. Pieśń opublikowała w 1904 roku Casa Musicale Bideri i od tego momentu rozpoczęła się jej popularność. Pieśń w ciągu stulecia stała się symbolem Miasta Syren, uosobieniem miłości i piękna. Jej wersy zapraszają do podziwiania piękna natury, rozkoszowania się nim i zachowania go w pamięci. Pieśń wykonywali śpiewacy włoscy i zagraniczni. Wśród tych pierwszych byli: Enrico Caruso, Beniamino Gigli, Tito Schipa, Giuseppe Di Stefano, Luciano Pavarotti i Andrea Bocelli. 
W latach 60. swoją wersję „Torna a Surriento” zaproponował Elvis Presley. Autorami tekstu w języku angielskim i zmienionej aranżacji byli Doc Pomus i Mort Shuman; nowy utwór opatrzyli oni tytułem „Surrender”. Elvis Presley nagrał go w październiku 1960 roku, singiel z nim, wydany w 1961 roku, znajdował się przez dwa tygodnie na pozycji nr 1. Billboard Top chart, prowadzonej przez muzyczny magazyn Billboard.
W Polsce pieśń pod tytułem „Wróć do Sorrento” zaśpiewała Anna German.